# Jean Guisnel
Jean Guisnel (* 8. September 1951 in Rennes) ist ein französischer Journalist und Publizist.

## Leben
Guisnel besuchte zunächst von 1971 bis 1972 die Écoles Normales d'Instituteurs in Rennes und begründete in dieser Zeit die alternative Nachrichtenagentur Agence de Presse Libération (APL) mit. Er verließ sodann die École und wirkte am Aufbau der Tageszeitung Libération mit. Guisnel wurde Redakteur im Politik-Ressort und schließlich 1991 stellvertretender Chefredakteur der Zeitung. 1996 verließ er das Blatt und wurde Militär- und Geheimdienstexperte des Wochenmagazins Le Point, wo er den Blog Défense ouverte betreibt.
Er war Hörer am Institut des Hautes Études de Défense Nationale und von 1999 bis 2005 Adjunkt (professeurs associés) für Pressegeschichte an der Militärschule Saint-Cyr. Er ist zudem Juror des Prix littéraire de l’armée de Terre – Erwan Bergot.
Guisnel veröffentlichte mehrerer Bücher.

## Schriften (Auswahl)
- mit Bernard Violet: Services secrets. Le pouvoir et les services des renseignements sous la Présidence de Francois Mitterrand. Éditions La Découverte, Paris 1988, ISBN 2-7071-1785-4.
- Cyberwars. Espionage on the Internet. Übersetzung aus dem Französischen von Gui Masai. Plenum Trade, New York u. a. 1997, ISBN 0-306-45636-2. (französische Ausgabe 1995)
- Libération, la biographie. 2. Auflage, Éditions La Découverte, Paris 2003, ISBN 978-2-7071-4077-7. (erste Auflage 1999)
- Bush contre Saddam. l’Irak, les faucons et la guerre. Éditions La Découverte, Paris 2003, ISBN 2-7071-3482-1.
- mit Viviane Mahler: Pirates de Somalie. Éditions Grasset & Fasquelle, Paris 2012, ISBN 978-2-246-76151-8.